# Marianne Basler
Marianne Basler, född 9 mars 1964 i Bryssel, är en belgisk-fransk-schweizisk skådespelerska.

## Roller i urval
- 1985 – Ungkarlsbabyn
- 1987 – Les noces barbares
- 1989 – Franska revolutionen
- 1990 – Tidig blomning
- 1994 – Belgiens sorg
- 1994 – Farinelli
- 2001 – Va savoir
- 2011 – Midnatt i Paris
- 2014 – Saint Laurent
- 2018 – Amanda
- 2023 – Jeanne du Barry
- 2024 – Antracit (TV-serie)